# John Stephen Hales
John Stephen Hales (* 14. Januar 1922 in Thirroul, Australien; † 12. Januar 2002 in Sydney) war ein australischer Geschäftsmann und von 1987 bis zu seinem Tod Leiter der Raven-Brüder.

## Leben
John S. Hales war der zweite Sohn des Bankfilialleiters William Hales. Als sein Vater 1931 im Alter von 35 Jahren starb, zog seine Mutter mit John und seinen Geschwistern nach Sydney.
Hales ging bei einem Wirtschaftsprüfer in die Lehre und besuchte parallel Abendkurse an der Universität Sydney, die er mit einem Bachelor of Economics abschloss. Er trat zunächst als Hauptbuchhalter in eine Firma ein und eröffnete später eine eigene Kanzlei als Wirtschaftsprüfer.
Hales war mit der Lehrerin Helen Dietrich aus Manildra verheiratet und hatte drei Söhne und eine Tochter. Sein jüngerer Bruder William Bruce Hales wurde der Schwiegersohn von James Taylor junior, dem damaligen Führer der Raven-Brüder.
Zwischen 1965 und 1979 wurde Hales wegen seiner kommerziellen Einstellung dreimal aus der Gemeinschaft der Raven-Brüder ausgeschlossen. Dennoch gelang es ihm, nach dem Tod von James Harvey Symington 1987 innerhalb weniger Monate als neuer weltweiter Führer der Raven-Brüder anerkannt zu werden.
Hales führte eine Reihe weiterer Neuerungen unter den Raven-Brüdern ein. Zwischen 1990 und 1996 wurden von jeder Raven-Gemeinde Fotobücher angelegt, die vor allem der Partnerfindung (auf weltweiter Basis) dienen sollten. Hales konzipierte einen Ehevertrag, der bei Raven-Hochzeiten verlesen wurde und der u. a. das Versprechen beinhaltete, die Kinder in der Gemeinschaft der Raven-Brüder zu erziehen. Auch Trennungen, die wegen des Ausschlusses eines Ehepartners erfolgten, wurden vertraglich geregelt. Die Absonderung von der „Welt“ wurde durch die Förderung von Heimunterricht und die Gründung eigener Privatschulen (ab 1994) weiter vorangetrieben. Allen Raven-Brüdern wurde nahegelegt, nur in Unternehmen ihrer Glaubensbrüder zu arbeiten oder eigene Unternehmen zu gründen.
Hales galt unter seinen Anhängern als „Verkörperung des Heiligen Geistes“; seine Entscheidungen hatten bindende Wirkung. Alle seine Vorträge und Konferenzen wurden aufgenommen, transkribiert und in einer Reihe von Büchern veröffentlicht.
Hales’ Nachfolger wurde sein Sohn Bruce David Hales.